# Robert McCallum Jr.
Robert Davis McCallum Jr. (Memphis, 30 de enero de 1946) es un abogado y diplomático estadounidense que sirvió en la administración Bush. Fue fiscal general asociado de los Estados Unidos de 2003 a 2006, y también actuó como fiscal general adjunto de 2005 a 2006. Fue nombrado embajador de los Estados Unidos en Australia en 2006, cargo que ocupó hasta el final del mandato de Bush en 2009.

## Primeros años de vida y educación
Nació en Memphis, Tennessee, donde su padre, Robert D. McCallum, era un hombre de negocios. Estudió en la Presbyterian Day School de Memphis y luego en The Choate School (ahora Choate Rosemary Hall) en Wallingford (Connecticut), donde fue un jugador estrella de tenis y capitán del equipo de baloncesto. Luego fue a la Universidad Yale, donde fue capitán del equipo de baloncesto masculino Yale Bulldogs en su último año, se graduó en 1968. En Yale, su compañero de habitación y miembro de Skull & Bones fue George W. Bush. En 1968, McCallum fue nombrado becario Rhodes y asistió a Christ Church (Oxford), en Inglaterra. Obtuvo una Licenciatura en Artes en Jurisprudencia con honores de primera clase en 1971. Mientras estaba en Oxford, McCallum fue miembro del equipo de baloncesto masculino de la Universidad de Oxford que llegó a la final del Campeonato Nacional de la Asociación de Baloncesto Amateur (ABBA). En 1969, se casó con Mary Rankin Weems («Mimi») de Memphis. Tienen dos hijos adultos, uno de los cuales también fue becario Rhodes. McCallum se graduó de la Escuela de Derecho Yale en 1973.

## Vida profesional
Después de completar su Doctorado en Jurisprudencia en Yale en 1973, se unió al bufete de abogados de Atlanta Alston & Bird. Philip Alston, uno de los directores de esta firma, fue embajador de Estados Unidos en Australia durante la presidencia de Jimmy Carter entre 1977 y 1981. Permaneció en la firma durante 28 años, antes de unirse al Departamento de Justicia de Estados Unidos en 2001 como fiscal general asistente de la División Civil. En este puesto, supervisó litigios relacionados con la defensa de impugnaciones a acciones presidenciales y leyes del Congreso; cuestiones de seguridad nacional; inmigración; programas de beneficios; cuestiones comerciales, incluido el fraude en la atención médica, la banca, los seguros, las patentes, el cobro de deudas; y la Ley de Alimentos, Medicamentos y Cosméticos.
En julio de 2003, fue nombrado fiscal general asociado. Se desempeñó como fiscal general adjunto interino desde septiembre a diciembre de 2004 y desde agosto de 2005 hasta que renunció al ser nominado como Embajador en Australia.
En 2005, McCallum, que había sido socio del bufete de abogados Alston & Bird de Atlanta que realizaba trabajos legales para RJ Reynolds Tobacco, fue acusado de interferir en el procesamiento del gobierno contra la industria tabacalera al exigir a los abogados del Departamento de Justicia que redujeran su demanda de un programa para dejar de fumar patrocinado por la industria de 130 mil millones de dólares a 10 mil millones de dólares. Un testigo de la acusación, Matthew Myers, dijo que los abogados del Departamento de Justicia le dijeron que McCallum quería que eliminara parte de su testimonio. El profesor de negocios de Harvard, Max Bazerman, le dijo entonces a la prensa que McCallum le había enviado un mensaje en el que le prohibirían testificar si no modificaba su testimonio; Bazerman se negó a hacerlo, pero para su sorpresa, aun así se le permitió testificar. Durante sus audiencias de confirmación como embajador ante el Senado de los Estados Unidos, el senador Dick Durbin de Illinois planteó esta cuestión y exigió una investigación del papel de McCallum. La Oficina de Responsabilidad Profesional del Departamento de Justicia no encontró ninguna irregularidad por parte de McCallum. En su decisión de 2006 sobre el caso, la jueza Gladys Kessler impuso límites a la capacidad de las compañías tabacaleras para comercializar cigarrillos, pero encontró que un fallo anterior de un tribunal de apelaciones le impedía (en el poder judicial) exigir a la industria que pagara un programa para dejar de fumar.

## Australia
McCallum nunca había estado en Australia antes de su nombramiento y no había tenido ninguna relación previa con el país, ni siquiera con la política exterior. El cargo de embajador de Estados Unidos en Australia tradicionalmente lo ocupan amigos o asociados políticos del presidente, más que diplomáticos de carrera, ya que Australia es un aliado cercano de Estados Unidos y el puesto se considera muy deseable. El embajador anterior, Tom Schieffer, fue un socio comercial del presidente Bush.
En una entrevista con un medio local de Australia, prometió que mientras estuviera en el cargo, se mantendría alejado de la política local.
La llegada de McCallum a Australia puso fin a un período de 18 meses en el que no hubo ningún embajador estadounidense en Canberra. Tras la partida de Schieffer para asumir el cargo de Embajador en Japón en enero de 2005, Estados Unidos estuvo representado por un encargado de negocios, Bill Stanton, quien también partió de Australia antes del nombramiento de McCallum. La larga demora se debió a la aparente incapacidad de la administración Bush para encontrar un candidato que fuera suficientemente cercano al presidente pero que estuviera dispuesto a someterse al escrutinio que acompaña al proceso de confirmación del Senado.
McCallum anunció que renunciaría a su cargo luego de la investidura del presidente Barack Obama en 2009, para dejar paso al próximo embajador de Estados Unidos en Australia y, como no tenía una relación cercana con los senadores Obama ni McCain, reiteró su opinión de que es importante que un embajador de Estados Unidos en Australia tenga una relación cercana con el presidente. Renunció al cargo y abandonó Australia el 20 de enero de 2009.